# Valgrisenche (vallée)
Pour l’article homonyme, voir Valgrisenche.
Le Valgrisenche est une vallée latérale de la vallée de la Doire Baltée, située au sud du hameau Léverogne d'Arvier, en Vallée d'Aoste. Il s'étend sur le parc national du Grand-Paradis.
Il se trouve entre le val de Rhêmes et le vallon de La Thuile.

## Géographie

### Sommets principaux
- Aiguille de la Grande Sassière - 3 751 mètres
- Tête du Ruitor - 3 486 mètres
- Grande Traversière - 3 496 mètres

### Lacs
Cette vallée est connue pour le lac de Beauregard (1 770 mètres).

### Cols

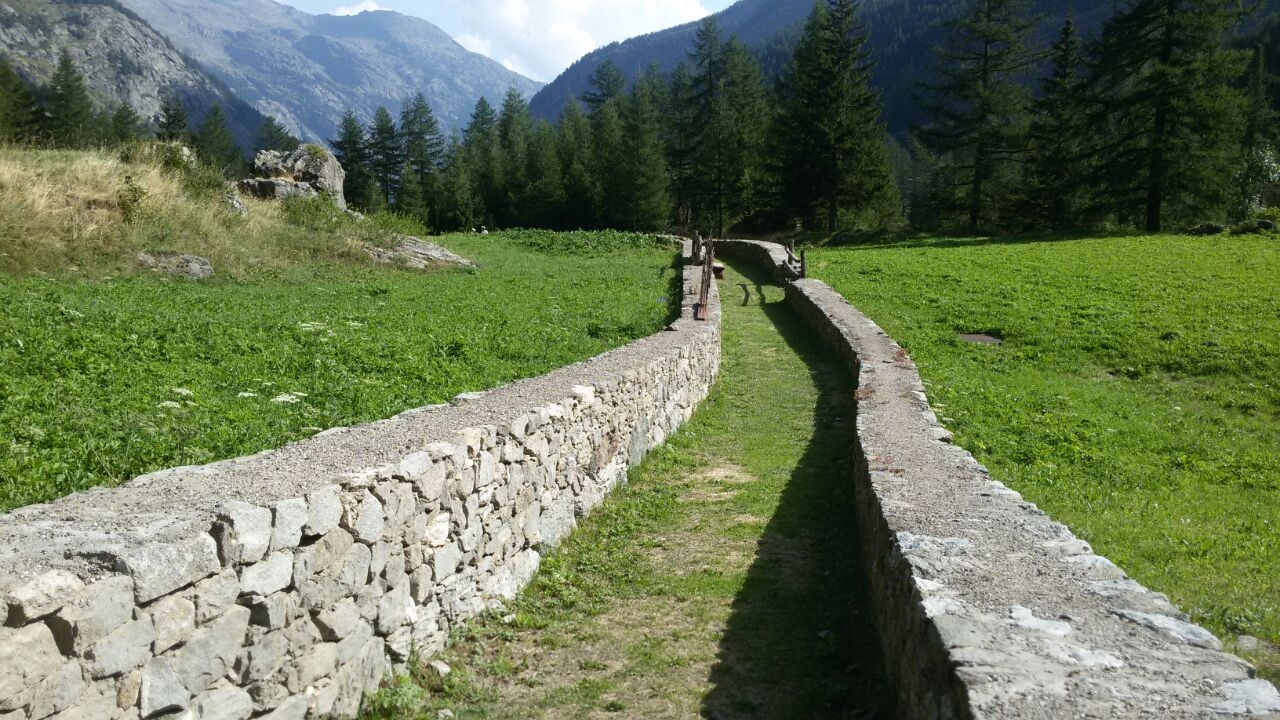
Un chemin muletier.

Les cols reliant ce val aux vallées adjacentes sont :
- col de la Grande Rousse - 3 500 mètres - vers le val de Rhêmes ;
- col de Saint-Grat - 3 300 mètres - vers le vallon de La Thuile ;
- col de Bassac - 3 153 mètres - vers le val de Rhêmes ;
- col de Vaudet - 2 836 mètres - vers Sainte-Foy-Tarentaise et la Tarentaise ;
- col Fenêtre - 2 698 mètres - vers le val de Rhêmes ;
- col du Mont - 2 639 mètres - vers Sainte-Foy-Tarentaise et la Tarentaise.

### Communes
Le territoire de cette vallée compose une commune unique du même nom.

## Tourisme
Dans cette vallée sont présents trois refuges :
- le refuge chalet de l'Épée - 2 370 mètres ;
- le refuge Mario Bezzi - 2 284 mètres ;
- le refuge des Anges au Morion - 2 912 mètres.

Cette vallée fait partie du parcours de la Haute Route n°2.